# Bloomfield Road

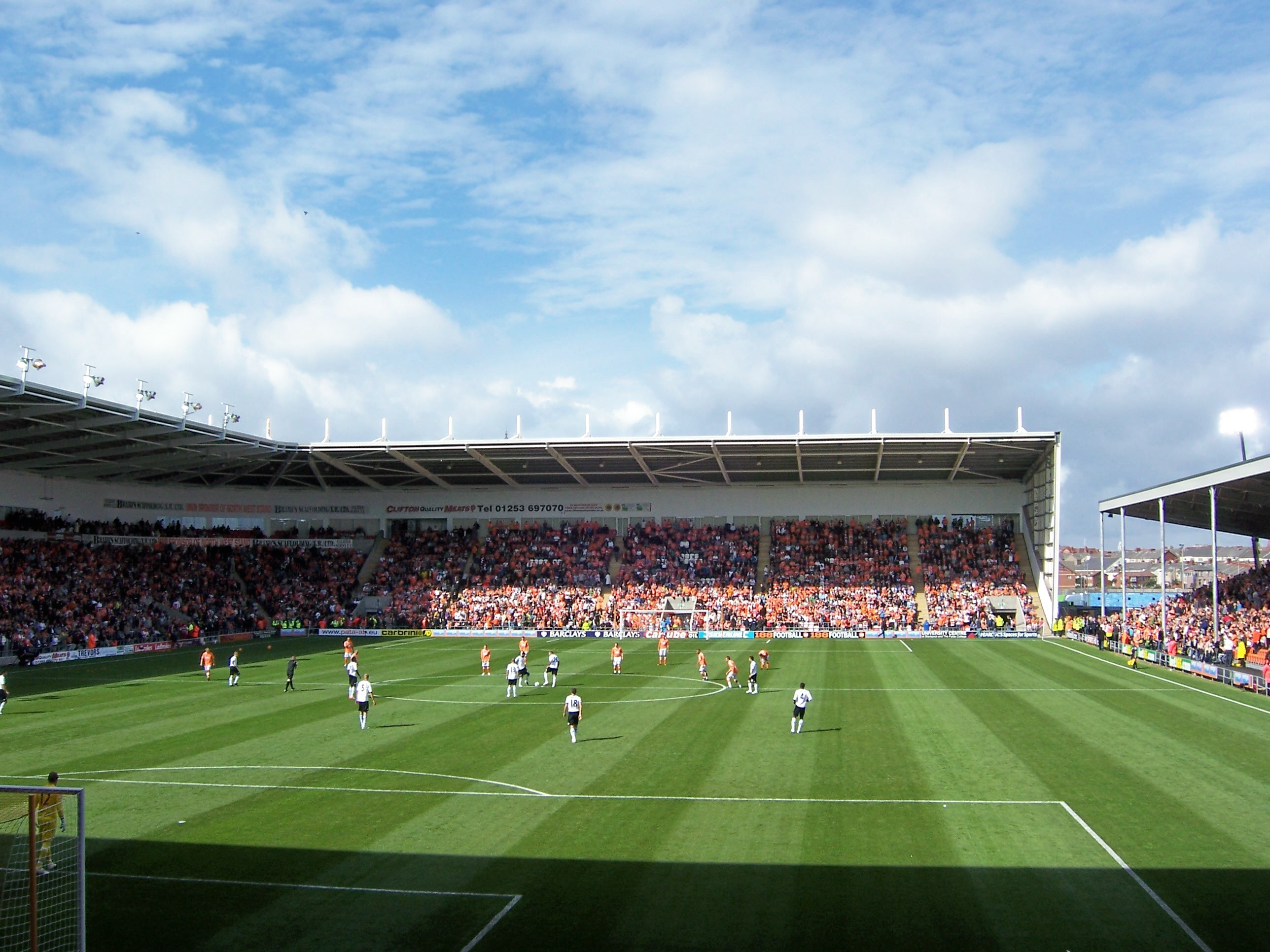
Bloomfield Road

Bloomfield Road är en fotbollsarena  i Blackpool, Lancashire, England. Den är hemmaplan för Blackpool och tar för närvarande 16 220 åskådare. Blackpool har spelat sina hemmamatcher på arenan sedan 1901 och den är döpt efter namnet på gatan där anläggningens huvudentré låg förr i tiden. 2000 började man med en totalrenovering, Spion Kop vid norra ändan av arenan revs och ersattes av en ny läktare med bara sittplatser. Ombyggnationen av West Stand var klar i augusti 2002 och i mars 2010 invigdes South Stand, (som revs 2003,) av Jimmy Armfield, en före detta Blackpoolspelare som läktaren är uppkallad efter. En tillfällig East Stand läktare öppnades den 28 augusti 2010, med 5 120 platser. Ombyggnationen fortsätter men man vet idag inte när den blir klar då bland annat mark måste lösas in.
Den färdiga arenan kommer trots ökningen av åskådarplatser till 17 000 platser vara den arena i Premier League med minst åskådarkapacitet. Den kommer att ha 8 000 platser mindre än Wigans hemmaarena DW Stadium som har 25 000 platser och har näst minst i ligan.